# یواس‌اس دورسی (دی‌دی-۱۱۷)
یواس‌اس دورسی (دی‌دی-۱۱۷) (به انگلیسی: USS Dorsey (DD-117)) یک کشتی بود که طول آن ۹۵٫۸۳ متر (۳۱۴٫۴ فوت) بود. این کشتی در سال ۱۹۱۸ ساخته شد.